# Sterculioideae
Sterculioideae, según la última versión del Sistema de clasificación APG, APG III ha pasado a formar parte de Malvaceae  como subfamilia. Antiguamente se consideraba distinta de las malváceas y era denominada Sterculiaceae, cuyo nombre proviene de uno de sus géneros: Sterculia.
Según la circunscripción tradicional, Sterculiaceae, Malvaceae, Bombaceae y Tiliaceae comprendían el "núcleo Malvales" en el Sistema de Cronquist y la estrecha relación entre estas familias se reconoce generalmente. Sin embargo, Sterculiaceae se separa de Malvaceae sensu stricto debido a la suave superficie de los granos de polen y las anteras biloculares.
Numerosos estudios filogenéticos revelaron que Sterculiaceae, Tiliaceae y Bombacaceae como se definían tradicionalmente son cladísticamente polifiléticos, por lo que el estatus de cada una de las familias era incierto. El sistema de clasificación APG y APG II reunieron Bombacaceae, Malvaceae sensu stricto, Sterculiaceae y Tiliaceae en una circunscripción más amplia de Malvaceae, es decir, Malvaceae  sensu lato. Según este punto de vista, los taxones anteriormente clasificados en Sterculiaceae se encuentran en las subfamilias Byttnerioideae, Dombeyoideae, Helicteroideae y Sterculioideae de Malvaceae sensu lato.
Sterculiaceae fue reconocida como familia por la mayoría de los sistemáticos; en su sentido tradicional incluía alrededor de 70 géneros (Géneros de la familia), totalizando unas 1500 especies de árboles y arbustos tropicales. Entre ellas Theobroma cacao y Cola acuminata, además de muchas especies utilizadas por su madera.
Sterculioideae está compuesta por 12 géneros y unas 430 especies de distribución pantropical, son árboles y arbustos tanto perennes como caducifolios cuyas especies 
están caracterizadas pr sus flores sin pétalos (apétalas), sin epicaliz, y por la presencia de un cáliz carnoso, usualmente petaloideo y gamosépalo. No presentan tampoco estaminoideos pero tienen una columna estaminal monadelfa (o sea, con todos los estambres unidos entre sí) y gineceos y frutos apocárpicos, o sea, con los carpelos separados. Las flores son típicamente monóicas: existen flores femeninas y masculinas en la misma planta.

## Géneros
- Acropogon, Argyrodendron, Brachychiton, Cola, Firmiana, Florissantia (género fósil), Franciscodendron, Heritiera, Hildegardia, Octolobus, Pterocymbium, Pterygota, Scaphium, Sterculia